# 無秩序な少女
『無秩序な少女』（むちつじょなしょうじょ、フランス語：Les enfants du désordre）は、1989年に製作されたフランス映画。

## ストーリー
20歳のマリーは売春とドラッグにより女子刑務所に収監されていた。そんな中、女子刑務所へ慰問に訪れていた受刑者の為の慈善の劇団「フィルー座」と出会う。保護観察処分のもと仮釈放となったマリーはフィルー座を訪ね、演劇を通じて心を徐々に開いていく。しかし一方でかつての仲間はマリーを悪の道へ戻そうともしていた。

## キャスト
- エマニュエル・ベアール - マリー
- ロベール・オッセン - ロベール
- パトリック・カタリフォ（フランス語版） - パトリック